# 瓦西里·马柳克
瓦西里·瓦西里耶維奇·马柳克（羅馬化：Vasyl Vasyliovych Maliuk；1983年2月28日—），烏克蘭将军。2022年2月25日晋升准将；2022年7月18日起代理擔任烏克蘭國家安全局局長；2022年12月1日晋升少将。2023年2月7日正式擔任烏克蘭國家安全局局長；2024年1月6日晋升中将。2024年3月25日，莫斯科一家法院在瓦西里·马柳克缺席的情況下指控瓦西里·马柳克犯有“恐怖主义罪”。